# Tritrichomonas foetus
Tritrichomonas foetus es un protista flagelado parásito del grupo Parabasalia. Es parásito del aparato reproductor afectando a bovinos, suinos y equinos, siendo solo patógeno en bovinos. También afecta al tracto digestivo en gatos, produciéndoles diarrea.

## Morfología
Es un organismo piriforme, con un tamaño de 9 a 18 μm x 4 a 8 μm, aunque con variaciones según las condiciones fisiológicas. Es uninucleado, posee tres flagelos anteriores y uno posterior, que recorre todo el cuerpo fijado a una membrana ondulante que forma de 2 a 5 ondas, unida al resto de la célula por una fibrilla rígida llamada costa.
El axostilo es una estructura microtubular que se curva alrededor del núcleo y atraviesa longitudinalmente al protista emergiendo en la zona caudal. Actúa como un eje rígido que sustenta a la célula. Posee una fibrilla parabasal, y sobre ella un cuerpo parabasal, que resulta ser el aparato de Golgi. Estos protistas son amitocondriales, obtienen su energía a través de hidrogenosomas dispersos en el citoplasma.

## Ciclo de vida
la reproducción de T. foetus es por fisión binaria longitudinal. En condiciones naturales el parásito se transmite de macho a hembra o viceversa por contacto sexual.La infección vaginal se establece rápidamente pudiendo encontrarse trichomonas en las secreciones vaginales entre los 10 y 35 días y a veces incluso después de la infección.

## Patología
T. foetus es el agente responsable de la trichomoniasis bovina. La infección afecta a la zona genital de bovinos de ambos sexos. En el macho se produce multiplicación en la cavidad prepucial, los vasos deferentes y el epidídimo. Permanecen asintomáticos, máxime con signos de dolor al orinar y descargas purulentas que desaparecen rápidamente.  Suele afectar a toros adultos y viejos. La infección permanece durante toda la vida, convirtiéndose en portadores sanos. En la hembra la infección se extiende por vagina, útero y feto. Provoca vaginitis, endometritis y abortos que algunas veces terminan en piómetras. La endometritis puede generar infertilidad definitiva en la vaca, aunque lo habitual es que las hembras superen la infección y queden gestantes de nuevo. Es frecuente la pérdida del embrión en los estadios tempranos de la gestación, lo que difícilmente se percibe como un aborto en ganadería extensiva que no realice diagnósticos de gestación. Los signos de la enfermedad en la granja aparecen al detectarse un aumento del intervalo parto-gestación. También se pueden detectar celos irregulares y vacas que repiten el celo más allá de los 22-23 días.

## Infección en gatos
En gatos T. foetus es parásito intestinal y no se ha encontrado multiplicación en el aparato reproductor. Su sintomatología varía dependiendo del gato, su edad y su estado inmunológico. Así en gatos jóvenes puede causar procesos diarreicos incontrolados y constantes a lo largo del tiempo, mientras que la mayoría de adultos parasitados son asintomáticos.
Es un factor bastante importante en el comercio de gatos como mascotas, pudiendo causar pérdidas económicas en el sector.
La infección se transmite por el contacto con heces diarreicas.
El origen del parasitismo en gatos es desconocido, la infección puede provenir de bovinos y haber pasado a gatos, o puede haber sido un parasitismo propio de estos que no había sido detectado antes.

## Infección en el hombre
Los casos de infección por T. foetus en humanos no son comunes, no obstante se han encontrado algunos casos:
En 1998 un paciente trasplantado de medula ósea murió de meningitis, tras realizar la autopsia se encontró T. foetus en tejido encefálico. En 2007 un paciente de 52 años, que vivía en una granja, murió de peritonitis causada por T. foetus. El paciente era un hombre inmunodeprimido, que padecía artritis reumatoide, cirrosis hepática y había sido esplenectomizado. Un caso similar tuvo lugar en 2011, el paciente también era granjero y había sufrido esplenectomía.
T. foetus también se ha encontrado en pacientes que fallecieron a causa de una neumonía. Es desconocido si en estos casos T. foetus es la principal causa de muerte o simplemente su presencia se debe a un comportamiento oportunista.

## Mecanismos enzimáticos
T. foetus puede sintetizar un amplio juego tanto de exo- como de endoenzimas. Entre las más importantes encontramos: 
- β-galactosidasas; glucosidasas que causan ruptura de la mucosa genital.

- Cisteínproteinasas extracelulares, se trata del grupo de enzimas más importante, sus funciones son degradar diferentes proteínas del hospedador, entre ellas albúmina, fibronectina, fibrinógeno, y lactoferrina. Además ayudan al parásito a evadir la respuesta inmune humoral, degradando isótopos de las IgG.

- Neurominidasas, ubicadas en la membrana celular y en las vesículas cercanas a su superficie, sus funciones son hidrolizar la unión glucosídica α-2,3 entre el ácido siálico y los complejos glucídicos de la superficie, revelando complejos glucídicos del interior celular que permiten la adhesión de T. foetus.

## Diagnóstico
El diagnóstico de la trichomonosis bovina debe hacerse poniendo en evidencia la infección por T.foetus. 
El procedimiento más común es la identificación del parásito al microscopio óptico, a partir de muestras biológicas de bóvidos infectados, o a partir de cultivos.
T. foetus puede aislarse de mucus cérvico vaginal, de pulmón y del contenido gastrointestinal de fetos abortados, placenta y fluidos prepuciales.
Los cultivos se deben inocular en medio adecuado a 37 °C, y examinarse diariamente durante 7 días. Si las muestras van a permanecer más de 6-8 horas sin inocularse tras la obtención, han de conservarse en caliente. 
Para realizar un diagnóstico correcto por microscopia óptica hay que basarse en la morfología característica del parásito.
La PCR (reacción en cadena de la polimerasa) pone de manifiesto la presencia del parásito con gran precisión y exactitud incluso cuando éste no es ya viable.
Kits de diagnóstico basados en inmunohistoquímica también permiten detectar la presencia del parásito.